# The Untouchables (computerspel)
The Untouchables  is een videospel dat werd uitgebracht op diverse homecomputers. De eerste release vond plaats in 1989 voor de ZX Spectrum. Het is gebaseerd op de film The Untouchables (1987) die gebaseerd is op de autobiografische roman The Untouchables (1957) van Elliot Ness. De speler speelt Elliot Ness en moet in zes levels verschillende taken uitvoeren. Hierbij kan hij verschillende wapens bemachtigen. Er moet uitgekeken worden voor de mannen van Capone.

## Platforms
| Jaar | Platform                                      |
| ---- | --------------------------------------------- |
| 1989 | ZX Spectrum                                   |
| 1990 | Amiga                                         |
| 1989 | Amstrad CPC, Atari ST, Commodore 64, DOS, MSX |
| 1994 | NES, SNES                                     |

## Ontvangst
| Beoordeeld door                      | Jaar | Platform     | Score |
| ------------------------------------ | ---- | ------------ | ----- |
| The Games Machine (UK)               | 1989 | Commodore 64 | 96%   |
| The Games Machine (UK)               | 1989 | ZX Spectrum  | 95%   |
| Amiga Format                         | 1990 | Amiga        | 87%   |
| Amiga Joker                          | 1990 | Amiga        | 84%   |
| Computer and Video Games (CVG)       | 1989 | Commodore 64 | 83%   |
| Video Games & Computer Entertainment | 1994 | NES          | 80%   |
| Amiga Action                         | 1992 | Amiga        | 77%   |
| Tilt                                 | 1990 | Amstrad CPC  | 65%   |
| Total! (Duitsland)                   | 1994 | NES          | 60%   |
| Power Play                           | 1990 | Commodore 64 | 53%   |
| Power Play                           | 1990 | Amiga        | 53%   |
| Power Play                           | 1990 | Atari ST     | 53%   |
| All Game Guide                       | 1998 | NES          | 50%   |